# Имашев, Булат Губайдуллович
Тимер-Булат Губайдуллович Имашев (27 февраля 1908 года, д.Азнаево — 12 апреля 1946 года, Уфа) — башкирский актёр и режиссёр. Заслуженный деятель искусств Башкирской АССР (1942). Заслуженный артист РСФСР (1944).

## Биография
Тимер-Булат Губайдуллович Имашев родился в деревне Азнаево Белебеевского уезда Уфимской губернии, ныне село Азнаево (Бижбулякский район) Бижбулякского района Республики Башкортостан. Полное имя — Тимер-Булат, был старшим сыном в семье.
В 1920 году в 12-летнем возрасте отправился учиться в педагогический техникум г. Оренбург, увлекся художественной самодеятельностью.
С 1929 года — актёр, позднее режиссёр Башкирского театра драмы (Уфа). В 1930 году окончил театральное отделение Техникума искусств (Уфа). В 1937 — художественный руководитель Башкирского театра драмы.
В 1939—1943 годах — главный режиссёр Башкирского театра оперы и балета, в создании которого принял активное участие.
Во время Великой Отечественной войны, по поручению Правительства стал директором объединённых театров.
В 1944 году организовал колхозно-совхозный театр в Учалинском районе. Погиб от рук убийцы в 1946 году в товарном поезде, следовавшем в Уфу через Златоуст.
Вёл педагогическую работу в Башкирском театральном техникуме.

## Семья
Отец: Губайдулла Ахметзакиевич
Жена: Имашева Галия Шакировна, театральный художник
Дети: Виль, Ильмира, Урал.

## Театральные работы
- Первым сыграл роль Салавата Юлаева в пьесе Баязита Бикбая «Салават».
- Юлай («Сакмар» С. Мифтахова).
- Суюндук («Карагол» Д. Юлтыя).
- Буранбай («Башкирская свадьба» М. Бурангулова).
- Князь Курбский («Борис Годунов» А. Пушкина).
- Закир («Черноликие» М. Гафури).
- Карл Моор («Разбойники» Ф. Шиллера)
- Фрондосо («Овечий источник» Лопе де Вега).
- Яровой («Любовь Яровая» К. Тренева).
- Жадов («Доходное место» А. Островского).
- Незнамов («Без вины виноватые» А. Островского).
- Платон Кречет («Платон кречет» А. Корнейчука).

## Постановки
«Славная эпоха» Ризы Ишмурата, «Казанское полотенце» Карима Тинчурина, «Без вины виноватые» (1933), «Любовь Яровая» (1937); «Дружба и любовь» С. Мифтахова (1939), «Галиябану» М. Файзи, «Башмачки» Х. Ибрагимова, оперы — «Карлугас» («Ласточка») Чемберджи (1941), «Акбузат» Спадавеккиа и Заимова (1942), «Евгений Онегин», «Аршин мал алан», «Беглец».

## Память
Именем Булата Имашева названы улица в селе Бижбуляк,улица в г. Уфа, улица и средняя школа в родной деревне Азнаево, здесь же в 2008 году открыт дом-музей и установлен бюст актёра, в Уфе где жил актёр установлена мемориальная доска.